# NSWV Mercurius
Nijmeegse Studenten Wielervereniging Mercurius is een wielervereniging uit de Nederlandse stad Nijmegen voor studenten aan de Radboud Universiteit Nijmegen en de Hogeschool van Arnhem en Nijmegen.
De officiële verenigingskleuren zijn blauw-zwart. De leden van Mercurius bestaan voornamelijk uit recreatieve wielrenners. De wedstrijdrenners (in 2009 ongeveer 20) rijden in de verschillende categorieën van het wedstrijdwielrennen in Nederland onder de naam Cycling Team Mercurius.
De vereniging is aangesloten bij de Nijmeegse Studentensportraad (N.S.S.R.).

## Historie
NSWV Mercurius is officieel opgericht in februari 2003 met 10 leden.
Het eerste bestuur van NSWV Mercurius bestond uit 4 van deze leden. Sinds de oprichting wisselt over het algemeen de helft van het bestuur aan het begin van het verenigingsjaar (september). Sinds de oprichting bestaat het bestuur steeds uit 4 leden met de functies: voorzitter, secretaris, penningmeester en wedstrijdcommissaris.
De vereniging is gegroeid naar ongeveer 160 leden in 2017.

## Activiteiten
NSWV Mercurius organiseert wielerwedstrijden, -trainingen en gezelligheidsactiviteiten voor haar leden, alsmede enkele activiteiten voor externen zoals het NSK voor studenten in 2004 en de jaarlijkse toertocht Via Romana tussen Nijmegen en Xanten. In 2008 waren de leden van NSWV Mercurius zelfs zeer actief betrokken bij de organisatie van de Wereldkampioenschappen wielrennen en mountainbiken voor studenten in Nijmegen en Groesbeek. 
De vereniging vertrekt voor haar trainingen vanaf het Universitair Sportcentrum aan de Heyendaalseweg in Nijmegen. Wedstrijden worden veelal gereden op de wielerbaan in Lindenholt (Nijmegen).